# Preconstitutioneel recht in Duitsland

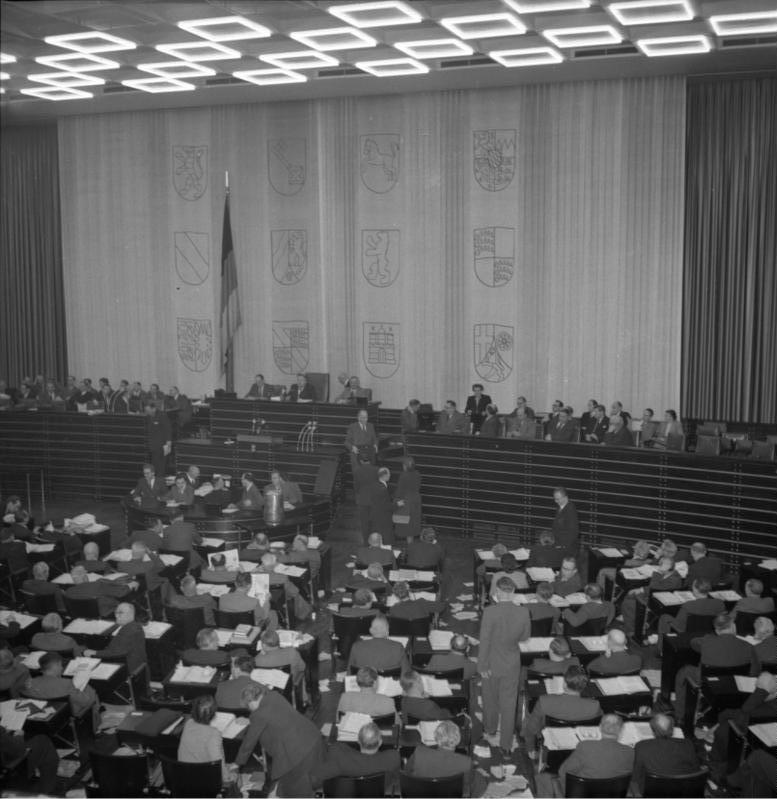
In de plenaire zaal van de Duitse Bondsdag (1952). Dankzij de Bondsdag bestond er vanaf 1949 weer een handelingsbekwaam Duits orgaan op federaal niveau, voor het eerst ná 1945.

Preconstitutioneel recht (in het Duits: Vorkonstitutionelles Recht, van Lat. constitutio = grondwet) is in Duitsland dat recht dat al vóór de oprichting van de Bondsrepubliek heeft gegolden. Het is nog steeds van kracht als het aan bepaalde criteria voldoet. Het mag bijvoorbeeld niet strijdig zijn met de Grundgesetz, de grondwet die sinds 24 mei 1949 van kracht is. De bepalingen over het preconstitutionele recht staan in art. 123-129 van de Grundgesetz.
In het jaar 1949 was Duitsland staatkundig gezien in een bijzondere positie. Daarom zijn er in andere landen van de wereld geen vergelijkbare constitutionele bepalingen. Voor de vaders en moeders van de Grundgesetz  ging het om de vraag onder welke omstandigheden oud recht moest blijven gelden. Het ging om oud rijksrecht (1867-1945) inclusief het recht uit de tijd van het nationaalsocialisme (1933-1945), het recht uit de bezettingstijd (1945-1949) en oud deelstaatsrecht. Verder was het belangrijk of het oude recht nu geldig was als federaal recht of als deelstaatsrecht. De grondwet wijst namelijk bepaalde competenties aan de federale organen en aan het deelstaatsniveau toe en deze scheiding van competenties kan vroeger anders geweest zijn dan sinds 1949.
Duits recht is preconstitutioneel volgens de grondwet als het is ontstaan vóór de eerste samenkomst van de Bondsdag, namelijk 7 september 1949. Preconstitutioneel recht kan alleen van kracht zijn als het niet eerder is opgeheven.
De grondwet kent geen beperkingen qua tijd voor het recht an sich: ook zeer oud deelstaatsrecht, bijvoorbeeld uit Pruisen of Saksen in de middeleeuwen, kan geldig zijn. Het heeft ook geen geringere positie dan recht dat vanaf 1949 is ontstaan (het nachkonstitutionelles Recht). Het is onderdeel van de Normenhierarchie van de grondwet, zodat bijvoorbeeld federaal recht boven deelstaatsrecht staat (Bundesrecht bricht Landesrecht, art. 31). Dat is een van de redenen waarom het zo belangrijk is of het oude recht doorbestaat als deelstaatsrecht of federaal recht. Deelstaatsrecht wordt door organen van de deelstaten veranderd, federaal recht kan alleen door de federale organen worden gewijzigd.
Overigens is het onbelangrijk op welke manier het recht is ontstaan: de wetgevende procedure van toen kan verschillend zijn van de huidige. Bijvoorbeeld is ook recht van de nationaalsocialistische dictatuur nog steeds van kracht. Het mag echter niet in strijd zijn met het Gerechtigkeitsidee van de Grundgesetz, het idee van rechtvaardigheid in opvolging van de Radbruchformule. Dat soort nationaalsocialistisch recht geldt als ongeldig ex tunc, toen al. De meeste specifiek nationaalsocialistische wetten en ander recht werd al door de bezetters na 1945 opgeheven. Alleen al daarom is het geen preconstitutioneel recht dat blijvend van kracht zou zijn.

## Voetnoten
1. ↑  R. Stettner, in: H. Dreier (ed.), Grundgesetz-Kommentar, deel 2, 2e druk 2006, Art. 124, Rn. 4.